# Визуальное мышление
Зрительное мышление или визуа́льное мышле́ние (от лат. visualis — зрительный) — разновидность образного мышления, объектом которого выступает образ в его зрительном аспекте. Творческое решение задачи, осмысление, посредством визуализации, зрительного представления, воображения, созерцания, сновидения, медитативных практик, транса и др. видов ИСС. Продуктом зрительного мышления становятся наглядные репрезентации перцептивно-семантических, идейных объектов, зрительных образов эмпирической и/или воображаемой действительности.
Творческое решение задач в форме образного моделирования. Основой зрительного мышления выступает наглядно-действенное и наглядно-образное мышление, где при уподоблении предметно-практических и чувственно-практических действий свойствам объектов, формируются внешние перцептивные действия. В дальнейшем происходит сокращение и интериоризация этих действий. В развитой форме этот вид мышления свойственен для успешных архитекторов, дизайнеров, художников, инженеров, режиссеров и др. специальностях, где востребовано наглядно-образное представление и осмысление зрительной информации.